# Eccleston (Lancashire)
Eccleston is een civil parish in het bestuurlijke gebied Chorley, in het Engelse graafschap Lancashire met 4263 inwoners.